# Гарсия Арагонский
Гарсия Арагонский (исп. García Ramírez de Aragón; 1043 год — 17 июля в 1086 год) — епископ Арагона (Хаки), аббат монастыря св. Власия (1076-1086) и епископ Памплоны, аббат монастыря Лейре (1078-1080) из дома Хименесов, сын Рамиро I, короля Арагона.

## Биография
Гарсия был вторым сыном Рамиро I Арагонского и Эрмезинды Бигоррской. Гарсия не имел религиозного образования, и его вступление в епископский сан было шагом скорее политическим, чем вопросом религиозным. До избрания Гарсии епископом Арагонская епархия была странствующей кафедрой, де-факто располагавшейся в монастыре Сан-Адриан-де-Сасаве. В 1074 году старый епископ Санчо отправился в Рим, чтобы просить у Папы разрешения уйти в отставку, сославшись на физический недуг. Учитывая, что он лично предпринял долгое путешествие в Рим, весьма вероятно, что король добивался его высылки по политическим причинам. К октябрю 1076 года Гарсия уже был епископом со своей резиденцией в Хаке, которая на протяжении веков была главной резиденцией правителей Арагона. Также он стал аббатом монастыря св. Власия.
В течение года для резиденции епископа был построен новый собор в романском стиле.  Своей хартией передал ок. 1076-79 годов в управление ордена св. Августина собор Сан-Педро-де-Хака.
Гарсия работал со своим братом королем Санчо I над тем чтобы уменьшить влияние светского духовенства. С этой целью он организовал собор духовенства Арагона на котором ввел правила августинцев, а вместе с ними и римский обряд вместо испано-вестготского обряда.  Эти реформы, хотя и предназначались только для увеличения относительной власти епископа и короля, совпадали с более широкими григорианскими реформами, продвигаемыми Папой.
В 1076 году Санчо I унаследовал Наварру после смерти кузена короля Санчо IV. В 1078 году умер Бласко II, епископ Памплоны и аббат Лейре. Санчо поставил своего брата епископом и настоятелем этой епархии. Документы подтверждают, что Гарсия был аббатом Лейре в 1079–1080 годах и последним епископом Памплоны, который одновременно совмещал эти должности. Нет никаких доказательств того, что Гарсиа пытался ввести в Памплону григорианскую реформу, но он, возможно, ввел римский обряд. Предоставил привилегии монастырю Сан-Педро-де-Сиреза хартией от 4 сентября 1082 года.
В начале 80-х годов XI века между Гарсия и Санчо разгорелся конфликт. К 1082 году король передал управление епархией и ее доходы их сестре Санче Арагонской, жене графа Эрменгола III Урхельского. Санча контролировала епископство до избрания нового епископа Педро де Рода в 1083 году.  Гарсиа был заменен в Лейре аббатом Раймондом.
Санчо передал некоторые церкви, принадлежавшие епархии Хака, в епархию Рода во главе с епископом Раймондом Далматиусом. Затем Гарсиа обвинили в попытке предать замок Алькесар в руки короля Леона.
В письме к Папе Григорию Гарсия сфабриковал данные о том, как его отец подчинил свое королевство Папству и обещал ежегодную дань. На самом деле его брат Санчо был первым арагонским королем, заключившим такую договоренность с Папством. Клевета Гарсиа подразумевала, что его брат не поддержал обязательство Рамиро I. Гарсиа рассказал ту же историю Альфонсо VI в 1086 году.
Через два или три года, когда Альфонсо осаждал Сарагосу летом 1086 года, Гарсия пожаловался ему на жестокое обращение со стороны Санчо. Альфонсо пообещал дать Гарсии архиепископство Толедо с пожертвованием, способным поддержать тысячу рыцарей. Этот поздний отчет, вероятно, содержит зерно правды, но его детали не являются достоверными. Историк Рамон Менендес Пидаль полагал, что Гарсия, Санчо и Альфонсо примирились при осаде Сарагосы.